# リウッツィ級潜水艦
リウッツィ級潜水艦（リウッツィきゅうせんすいかん）はイタリア王立海軍の潜水艦の艦級。1939年から翌年にかけて4隻が建造され、第二次世界大戦の任務に運用された。本級の4隻で合計5隻の貨物船と1隻の軽巡洋艦を撃沈した。リウッツィは建造の翌年撃沈され、生き残った3隻は、ボルドーのBETASOM大西洋潜水艦基地に移送された。その後タランティーニが撃沈され、バニョリーニとジュリアーニは、日本との輸送潜水艦に転用された。貨物の積載量を160トンまで増加させたため予備浮力は20～25％から3.5～6％に減少し、兵装は防御用の機関砲に縮小された。2隻はその後も第二次世界大戦で運用さたが、最終的には撃沈または接収された。

## 同型艦

### コンソール・ジェネラル・リウッツィ
1939年9月17日に進水。イタリアが宣戦布告した2週間後、1940年6月27日にクレタ島の南でイギリス海軍の駆逐艦によって撃沈された。

### アルピーノ・バニョリーニ
1939年10月28日に進水、1939年12月22日に竣工した。イタリアが宣戦布告した際、バニョリーニはクレタ島の南を航行しており、1940年6月12日には軽巡洋艦カリプソを魚雷により撃沈した。しかし2度目の航海となる地中海の哨戒では戦果はなかった。1940年9月9日に3度目の哨戒として出航し、9月13日にジブラルタル海峡を通過、9月30日にボルドーに入港した。途中、バニョリーニはスペインの貨物船を雷撃した。バニョリーニはBETASOMからの4度目の哨戒任務で貨物船1隻を沈めた後、対潜哨戒によって損傷を受けた。その後の哨戒任務では大きな戦果は得られず、輸送潜水艦へ転用後は1944年3月11日にイギリス空軍のカタリナによって喜望峰沖で撃沈された。
| 艦名     | 所属         | 哨戒    | 日付           | GRT   | 備考               |
| -------- | ------------ | ------- | -------------- | ----- | ------------------ |
| カリプソ | イギリスの旗 | 第1哨戒 | 1940年6月12日  | －    | 軽巡洋艦、39名死亡 |
| アミクス | イギリスの旗 | 第4哨戒 | 1940年12月11日 | 3,360 | 護送船団SC15船団   |

### レジナルド・ジュリアーニ
1939年12月3日に進水。地中海で2度の哨戒を行うが成果はなく、1940年8月29日にボルドーへ向けて出航、9月10日にジブラルタル海峡を通過し、9月30日に入港した。11月にはBETASOMから哨戒に出たがこれも成果はなく、その後1941年3月16日に訓練艦としてグディニャへ向かい、1941年4月から1942年4月にかけてバルト海で演習を行いドイツ軍が採用した攻撃技術と方法論をイタリア軍将校に伝える役割を果たした。1942年6月24日から9月3日までの哨戒任務ではカーボベルデ諸島沖で3隻の船を撃沈した。その後はサンダーランドおよびウェリントンの攻撃により負った損傷を修復するため1942年11月8日までスペインのサンタンデールに留まった。フランスに戻り輸送潜水艦に改装した後、ジュリアーニは130トンの水銀を積載し1943年5月16日に出航、1943年8月1日にシンガポールに入港した。イタリアが1943年9月8日に降伏するとシンガポールでドイツに接収されUIT-23へ改称。UIT-23は1944年2月15日に135トンのゴムと70トンの錫を積んでフランスに向かうが、3日後にイギリス海軍の潜水艦タリホーから魚雷攻撃を受け撃沈された。乗組員40名のうち生存者は14名のみであった。
| 艦名                   | 所属               | 哨戒    | 日付          | GRT    | 備考                                  |
| ---------------------- | ------------------ | ------- | ------------- | ------ | ------------------------------------- |
| メドン                 | イギリスの旗       | 第7哨戒 | 1942年8月10日 | 5,444  | 貨物船、死傷者なし。                  |
| カリフォルニア         | アメリカ合衆国の旗 | 第7哨戒 | 1942年8月13日 | 5,441  | 貨物船、36名の乗組員のうち1名が死亡。 |
| シルビア・デ・ラリナガ | イギリスの旗       | 第7哨戒 | 1942年8月14日 | 5,218  | 貨物船、53名の乗組員のうち3名が死亡。 |
| 合計:                  | 合計:              | 合計:   | 合計:         | 16,103 |                                       |

### カピターノ・タランティーニ
1940年1月7日に進水、地中海を哨戒していたところイタリアが宣戦布告した。タランティーニは2度目の地中海哨戒で1隻を沈めたが、その後2回の哨戒では成果はなかった。1940年8月31日にボルドーへ向けて出航、9月10日にジブラルタル海峡を通過し、10月5日に入港した。11月11日にBETASOMから哨戒に出たが、1940年12月15日にイギリス海軍の潜水艦サンダーボルトの雷撃により撃沈。乗組員のうち5名は救助された。
| 艦名   | 所属       | 哨戒    | 日付          | GRT   | 備考   |
| ------ | ---------- | ------- | ------------- | ----- | ------ |
| ベーム | パナマの旗 | 第2哨戒 | 1940年7月11日 | 3,040 | 貨物船 |

### 参考図書
- Brice, Martin Axis Blockade Runners of World War II (1981) Naval Institute Press ISBN 0-87021-908-1
- Erminio Bagnasco, Submarines of World War Two, Cassell & Co, London. 1977 ISBN 1-85409-532-3
- Kafka, Roger & Pepperburg, Roy L. Warships of the World Cornell Maritime Press (1946)